# ناسازنماها
ناسازنماها (نام علمی: Paradoxurus) نام یک سرده از زیرخانواده ناسازنمائیان است.